# لطفي الحسومي
لطفي الحسومي هو لاعب كرة قدم سابق ومدرب كرة قدم تونسي، لعب بالنجم الرياضي الساحلي وبالمنتخب التونسي لكرة القدم في ثمانينات القرن الماضي. درّب النجم الرياضي الساحلي والمنتخب الأولمبي التونسي لكرة القدم.

## روابط خارجية
- لطفي الحسومي على موقع قاعدة بيانات كرة القدم.إي يو (الإنجليزية)
- لطفي الحسومي على موقع ناشيونال فوتبول تيمز (الإنجليزية)